# 사바대학교
사바대학교(말레이어: Universiti Malaysia Sabah)는 말레이시아 코타키나발루에 위치한 공립 대학교이며, 축약어인 UMS나 사바주립대라는 이름으로 잘 알려져 있다. 1994년 11월 24일 개교했으며 총장은 사바의 주지사인 주하르 마히루딘이다.